# Олег Рарицький

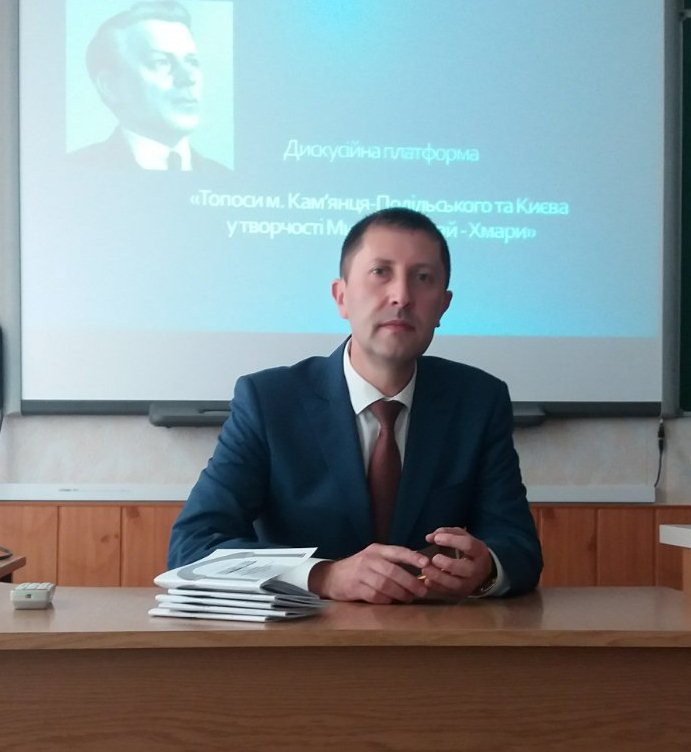

Олег Анатолійович Рарицький (англ. Oleh Rarytskyi; 21 травня 1973, Оринин) — український літературний критик, літературознавець. Доктор філологічних наук, професор. Член національної спілки краєзнавців України

## Життєпис
Закінчив Кам'янець-Подільський державний педагогічний інститут, аспірантуру і докторантуру Кам'янець-Подільського національного університету імені Івана Огієнка.
Професор кафедри історії української літератури та компаративістики Кам'янець-Подільського національного університету імені Івана Огієнка
З 26 лютого 2022 р.– військовослужбовець Збройних Сил України

### Попередня службова діяльність
Вчитель української мови і літератури Орининської загальноосвітньої школи І-ІІІ ступенів Кам'янець-Подільського району Хмельницької області
Заступник декана з наукової роботи та інформатизації навчального процесу факультету української філології та журналістики Кам'янець-Подільського національного університету імені Івана Огієнка. Завідувач кафедри журналістики Кам'янець-Подільського національного університету імені Івана Огієнка
Завідувач кафедри історії української літератури та компаративістики Кам'янець-Подільського національного університету імені Івана Огієнка
У спеціалізованій вченій раді Київського національного університету імені Тараса Шевченка захистив кандидатську дисертацію на тему: «Василь Стус: еволюція поетичного мислення» (2000, наук. керівник — проф. Полікарп Свідер) й докторську дисертацію на тему: «Художньо-документальна проза українських шістдесятників: жанрова специфіка і поетика»(2017, наук. консультант — проф. Ніна Бернадська).

### Діяльність
Коло наукових інтересів становлять проблеми історії та теорії літературного шістдесятництва, процеси зародження та еволюції цього явища на тлі ідеологічних процесів доби. Є автором понад 150-ти наукових праць, в яких шістдесятництво розглядається як процес, творча парадигма, художньо-мистецьке явище.
У Кам'янець-Подільському національному університеті імені Івана Огієнка започаткував читання щорічних публічних лекцій, присвячених засновнику, першому ректорові університету. Мета проєкту — популяризувати багатогранну діяльність закладу, його небуденну історію, пропагувати державо- і націєтворчі ідеї видатних діячів подільського регіону. Лекторами виступили відомі в Україні та за її межами провідні фахівці в галузі літератури й культури Елеонора Соловей, Галина Тарасюк, Теодор Костюк і Надія Баштова, Сергій Копилов і Олександр Завальнюк, Ігор Набитович, Галина Райбедюк, Олеся Наумовська, Ніна Бернадська, Сергій Гальченко, Ігор Срібняк.

### Монографії
- Поезія героїчного чину (Василь Стус: еволюція художнього мислення). Хмельницький: Просвіта, 2000. 140 с.;
- Партитури тексту і духу (Художньо-документальна проза українських шістдесятників). Київ: Смолоскип, 2016. 488 с.

### Навчально-методичні посібники
- Давня українська література: методично-хрестоматійний посібник для практичних занять з курсу «Історія української літератури Х–XYIII ст.» / упоряд. Т. Колотило, О. Рарицький. Кам'янець-Подільський: Кам'янець-Подільський державний університет, 2005. 204 с.
- Рарицький О., Глушковецька Н. Українська історична література: навчально-методичний посібник. Кам'янець-Подільський: Кам'янець-Подільський національний університет імені Івана Огієнка, 2015. 80 с.
- Рарицький О. Історія української літератури XI—XVIII ст. (Середньовіччя. Ренесанс. Бароко): навчально-методичний посібник. Кам'янець-Подільський: Друкарня «Рута», 2020. 172 с.
- Рарицький О. Художньо-документальна проза українських шістдесятників: жанровий аспект: навчально-методичний посібник навчально-методичний посібник. Кам'янець-Подільський: Друкарня «Рута», 2020. 148 с.

### Підготовка видань
- Пішов у дорогу — за ластівками: спогади про Володимира Підпалого / упоряд. : Ніла Підпала, Олег Рарицький ; передм. О. Рарицького, прим. Н. Підпалої. Кам'янець-Подільський: «Медобори-2006», 2011. 496 с.
- Сильні духом: історії саперів російсько-української війни / Упоряд. О. Поворознюк, О. Рарицький. Кам'янець-Подільський: Видавець Д. Зволейко, 2023. 144 с.
- Strong in Spirit: Stories of Sappers of the russia-Ukraine war / Complited by O. Povorozniuk, O. Rarytskyi. Kamianets-Podilskyi: Publisher D. Zvoleiko, 2023. 144 pp.
- Сильні духом: історії саперів російсько-української війни. / Упоряд. Г. Михальська, О. Поворознюк, О. Рарицький. Вид. друге, доповн. Кам'янець-Подільський: Друкарня «Рута», 2025. 272 с.